# Nord bei Nordwest – Sandy
Nord bei Nordwest – Sandy ist ein deutscher Fernsehfilm von Max Zähle aus dem Jahr 2018. Es handelt sich um die fünfte Folge der ARD-Kriminalfilmreihe Nord bei Nordwest mit Hinnerk Schönemann und Henny Reents in den Hauptrollen.

## Handlung
Mehmet Ösker und Jule Christiansen werden jeweils Opfer von zwei Betrügern. Diese verschaffen sich in Polizeiuniform und mit einem fingierten Durchsuchungsbeschluss Zutritt und bestehlen sie, um anschließend mit einem vermeintlichen Dienstfahrzeug zu verschwinden.
Ausgerechnet das Förderverein-Preisgeld für den geplanten Gnadenhof hinter der Tierarztpraxis ist Jule gestohlen worden.
Eine von Lona Vogt sofort eingeleitete Ringfahndung bleibt ergebnislos, da die Diebe das Auto in einem Schuppen abstellen, sich als Fahrradtouristen verkleiden und zum örtlichen Campingplatz zu ihrem dort abgestellten Campingbus radeln.
Inzwischen taucht Sandy de Man auf, mit der Hauke Jacobs in früherer Zeit liiert war und in die er immer noch verliebt ist. Sie will ihn überreden, mit ihr eine Weltreise auf seinem Boot zu machen, was Lona und Jule überhaupt nicht gefällt. Die beiden Kontrahentinnen verbünden sich gegen Sandy und beschließen, Hauke von dem Vorhaben abzubringen.
Lonas Recherchen ergeben, dass es sich bei den beiden Betrügern um ehemalige Polizisten handelt, die jedes Jahr in einem anderen Bundesland an zwei aufeinander folgenden Tagen mit derselben Masche ihr Unwesen treiben. Daher vermuten Hauke und sie, dass die Diebe am nächsten Tag nochmals zuschlagen werden, wissen aber nicht, bei wem. Diese haben sich bereits den Ökobauern Arno Frank als nächstes Opfer auserkoren. Was sie nicht wissen ist, dass dieser für zwei Dealer aus Hamburg Drogen auf dem Seeweg ins Land schmuggelt. Als am folgenden Tag die Betrüger den Bauern ausrauben wollen, platzen sie in die Drogenübergabe auf dem Bauernhof und werden von den Dealern erschossen, vom Bauernhof weggebracht und am Straßenrand in ihrem "Dienstfahrzeug" abgelegt, das die Dealer daraufhin anzünden.
Die Morde werden von Sandy versteckt beobachtet, die zufälligerweise beim Bauern Biogemüse kaufen wollte. Bei der Abreise der Dealer entdeckt Arno Frank sie, verrät sie aber nicht, sondern fesselt sie und packt seine Sachen, um abzuhauen.
Sandy schafft es, an ein Telefon zu gelangen, kann aber nur auf die Wahlwiederholung drücken und bittet versehentlich einen der Dealer telefonisch um Hilfe. Diese kehren daraufhin sofort zum Hof zurück.
Zwischenzeitlich finden Lona und Hauke den Campingbus, finden aber keine weiteren Hinweise. Hauke versucht Sandy zu finden, die er telefonisch nicht erreichen kann. Lona stößt auf das brennende Auto mit den beiden Leichen und macht sich mit Hauke auf den Weg zum nahegelegenen Bauernhof. Hauke vermutet, dass auch Sandy dort sein könnte, weil sie ja noch Biogemüse kaufen wollte.
Die mittlerweile zurückgekehrten Dealer werden von Arno hingehalten, obwohl sie ja wissen, dass sich dort noch jemand aufhalten muss. Als auch Lona und Hauke eintreffen, kommt es zum Schusswechsel. Arno rammt einem der Dealer einen Korkenzieher in den Hals und wird von dem anderen erschossen. Der hört, dass sich im ersten Stock Personen bewegen, denn Lona war außen auf den Balkon hochgeklettert, um Sandy zu befreien. Lona wird auf dem Balkon angeschossen, hilft Sandy aber noch, sich in Sicherheit zu bringen. Als Lona unter Beschuss Sandys Hilfe braucht, bekommt sie sie nicht, was Hauke registriert. Im letzten Moment kann er aber den Dealer erschießen. Hauke wird klar, dass Sandy sich nicht geändert hat und nach wie vor immer nur auf ihren Vorteil bedacht ist. 
Sandy reist ab und am Ende gibt Hauke seinem Schiff, das vorher Sandy de Man hieß, den neuen Namen Princess of Schwanitz.

## Hintergrund
Nord bei Nordwest – Sandy wurde vom 12. Oktober bis zum 10. November 2016 in Travemünde mit der Halbinsel Priwall, auf der Insel Fehmarn sowie in Hamburg gedreht.

## Rezeption

### Einschaltquote
Die Erstausstrahlung von Nord bei Nordwest – Sandy am 11. Januar 2018 im Ersten erreichte 5,85 Millionen Zuschauer und einen Marktanteil von 18,5 Prozent.

### Kritik
Rainer Tittelbach von tittelbach.tv meinte: „Diese tiefe Stimmigkeit, die die Psychologie der Hauptfigur auszeichnet, zieht sich seit der dritten Episode durch jeden der Filme der Reihe, von ‚Estonia‘ über ‚Der Transport‘ bis zu ‚Sandy‘ und ‚Waidmannsheil‘. Diese Stimmigkeit überträgt sich trotz unterschiedlicher Regisseure auch auf die filmische Erzählweise, und sie steckt in vielen anderen Momenten der in ihren Genre-Tönen abwechslungsreich nuancierten Geschichten.“ Weiterhin: „und wir sind wieder bei der stimmigen Tonlage der Reihe, in der im Übrigen auch nichts beliebig, kein Handlungselement (kommt es einem auch noch so bekannt vor) austauschbar erscheint, weil es in ein eigenes narratives System eingepasst ist. Auch dadurch bekommen die Filme ihren großen Wiedererkennungswert. Dass außerdem immer wider [sic!] Regisseure gefunden werden, die dieses ‚System‘ und die norddeutsche Wesens- und Lebensart verstehen, macht ‚Nord-bei-Nordwest‘ zur derzeit besten ARD-Donnerstagskrimi-Reihe.“
Bei quotenmeter.de schrieb Sidney Schering: „Man ruht ja schon in sich, oben im Norden … Schmidts Gespür für seine Figuren wächst immer weiter, und so gibt es in der fünften ‚Nord bei Nordwest‘-Ausgabe sehr glaubwürdig konstruierte, dezent zugespitzte Momente, die sich von Beziehungskomik über Polizeialltag zu Krimidramatik hangeln, ohne je durch diese Übergänge abstrus zu wirken.“